# Sawa Morino

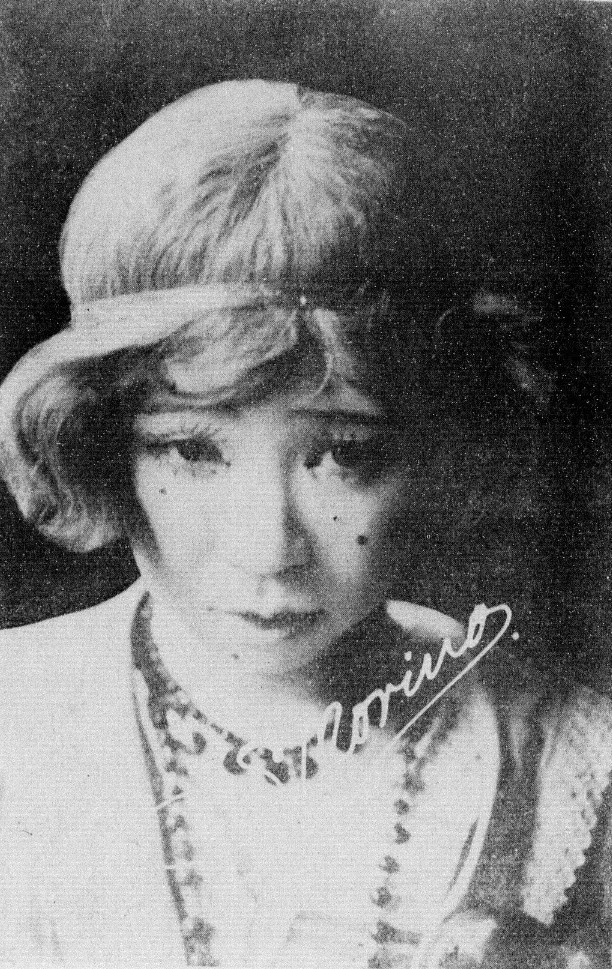
Morino Sawa

Sawa Morino (japanisch 澤 モリノ, wirklicher Name: Fukazawa Chiyo (深澤 千代), Künstlername: Sawa Michiyo; geboren 19. März 1890 offiziell in New York City, nach anderen Quellen in San Francisco; gestorben 14. Mai 1933 in Pjöngjang (Korea)) war eine japanische Tänzerin und Ballerina. Sie trat u. a. in der Asakusa-Oper auf.

## Leben und Schaffen
Morino wurde 1890 als Tochter der Musikerin Takeko und von Toyokichi Fukazawa (?–1901), dem Gründer der Musikhochschule Tokio (東京音楽学校, Tōkyō Ongaku Gakkō) geboren. Nach den Angaben der Eltern kam Morino in der Heimatstadt ihres Vaters, in Maebashi in der Präfektur Gunma, zur Welt. In ihrer Kindheit lebte sie mit ihrer Familie in Toyama und Shiga. Sie führten ein Leben in Wohlstand, doch als sie 1901, als Morino 11 Jahre alt war, nach Tokio umzogen, starb ihr Vater. In Tokio besuchte sie die Mädchen-Oberschule.
1911, mit 21 Jahren, trat Morino der Opernkompanie des Kaiserlichen Theaters bei. Aufgrund ihres Gesangs- und Tanztalents stieg sie schnell ins erste Graduiertenkolleg auf und nahm den Künstlernamen Sawa Michiyo an. Sie wurde von dem italienischen Choreografen Giovanni Vittorio Rossi ausgebildet, auf dessen Rat hin sie ihren Nnamen 1915 in Morino Sawa änderte. In dieser Zeit heiratete sie den ebenfalls am Theater beschäftigten Violinisten Komatsu.
1917 gründete sie zusammen mit Baku Ishii u. a. die „Opernkompanie Tokio“ (東京歌劇座), die im Nipponkan (日本館), im Vergnügungsviertel Asakusa-Rokku gelegen, auftrat. Aufgrund der steigenden Popularität der Tänzerin Sumiko Kawai entstanden unter den Tänzern der Kompanie zwei Lager, die sich alsbald trennten und aus denen die Ishii- und die Morino-Kompanie entstanden.
Morino starb 1933 im Alter von 43 Jahren in Korea während ihrer Tour durch Mandschukuo. Die Medien berichteten, sie sei auf tragische Weise auf der Bühne mitten in einer Aufführung des sterbenden Schwans verstorben. In Wahrheit erlag sie überraschend einem Herzstillstand im Zimmer ihres Apartments.

## Wichtige Engagements
- 1911 bis Mai 1917 Kaiserliches Theater Opernabteilung
- Juni 1917 bis April 1920 Asakusa-Oper
- Mai 1920 bis 1929 Asakusa-Oper
- November 1930 bis Februar 1933 Asakusa Revue
- bis März 1933 Tour durch Mandschukuo